# Mentuotepe III
Sanquecaré Mentuotepe III (Montuhotep) foi um Faraó do Egito Antigo da XI dinastia egípcia, durante o meio reinado. Ele foi designado um reinado de 12 anos na Cânone de Turim. Mentuotepe III organizou uma expedição naval a "Terra de Punte" para obter mercadorias exóticas, que partiu da cidade de Copto com uma escolta de 3 000 homens armados. Também enviou expedições as minas de Uádi Hamamate, ao comando de Henenu. Começou a construir sua tumba em Deir Elbari, perto da tumba de seu pai, mas nunca foi acabada. Provavelmente foi enterrado em Tebas.